# Cerebratulus greenlandicus
Cerebratulus greenlandicus är en djurart som tillhör fylumet slemmaskar, och som beskrevs av Punnett 1901. Cerebratulus greenlandicus ingår i släktet fläsknemertiner, och familjen Cerebratulidae. Inga underarter finns listade i Catalogue of Life.